# توني هنت
توني هنت (بالإنجليزية: Tony Hunt Sr.)‏ (و. 1942 – 2017 م) هو نقاش خشب ‏، ونحات كندي، ولد في ألرت باي، توفي في كيلونا، عن عمر يناهز 75 عاماً.